# First Fandom
Der Ausdruck First Fandom kommt aus dem Bereich der Science Fiction. Man versteht darunter zunächst einmal die Gesamtheit jener am Fandom (Fangemeinschaft) der Science Fiction Interessierten, welche bereits vor der Abhaltung des ersten Worldcon vom 2. Juli – 4. Juli 1939, in der Caravan Hall in New York, unter dem Vorsitz von Sam Moskowitz, aktiv um das Fandom bemüht waren.

## Gründung
Am Osterwochenende des Jahres 1959 wurde von Science-Fiction-Fans, am sogenannten „Midwestcon“ auch offiziell die Organisation First Fandom gegründet. Das Ziel dieser Vereinigung war und ist es, die Fans aus der Goldenen Ära der Science Fiction zu organisieren und jene Fans aktiv ins Fandom wieder einzubinden, welche dieses verlassen hatten. Eine Mitgliedschaft war zunächst an eine Tätigkeit im Fandom vor dem oben genannten Datum und Ereignis gebunden. Im Laufe der Zeit wurden jedoch noch weitere Kategorien der Mitgliedschaft geschaffen.
Grundsätzlich kann man davon ausgehen, dass jeder, der sich seit mindestens 30 Jahren in der Korrespondenz innerhalb des Fandoms, der Versammlungstätigkeit oder als Sammler engagiert hat, jemand der Fanzines sammelt, für diese schreibt oder solche veröffentlicht, sich grundsätzlich als Autor betätigt oder SF-Fanclubs organisiert, sei es als Autor oder aktives Mitglied, für eine Mitgliedschaft in Betracht kommt.

## Preise
Die Organisation vergibt jährlich auch zwei Preise im Bereich der Science Fiction Literatur:
- seit 1976 den First Fandom Hall of Fame Award
- seit 1988 den Sam Moskowitz Archive Award

Die Preise werden gewöhnlich zu Beginn der jährlichen Worldcon verliehen.

### First Fandom Hall of Fame Award

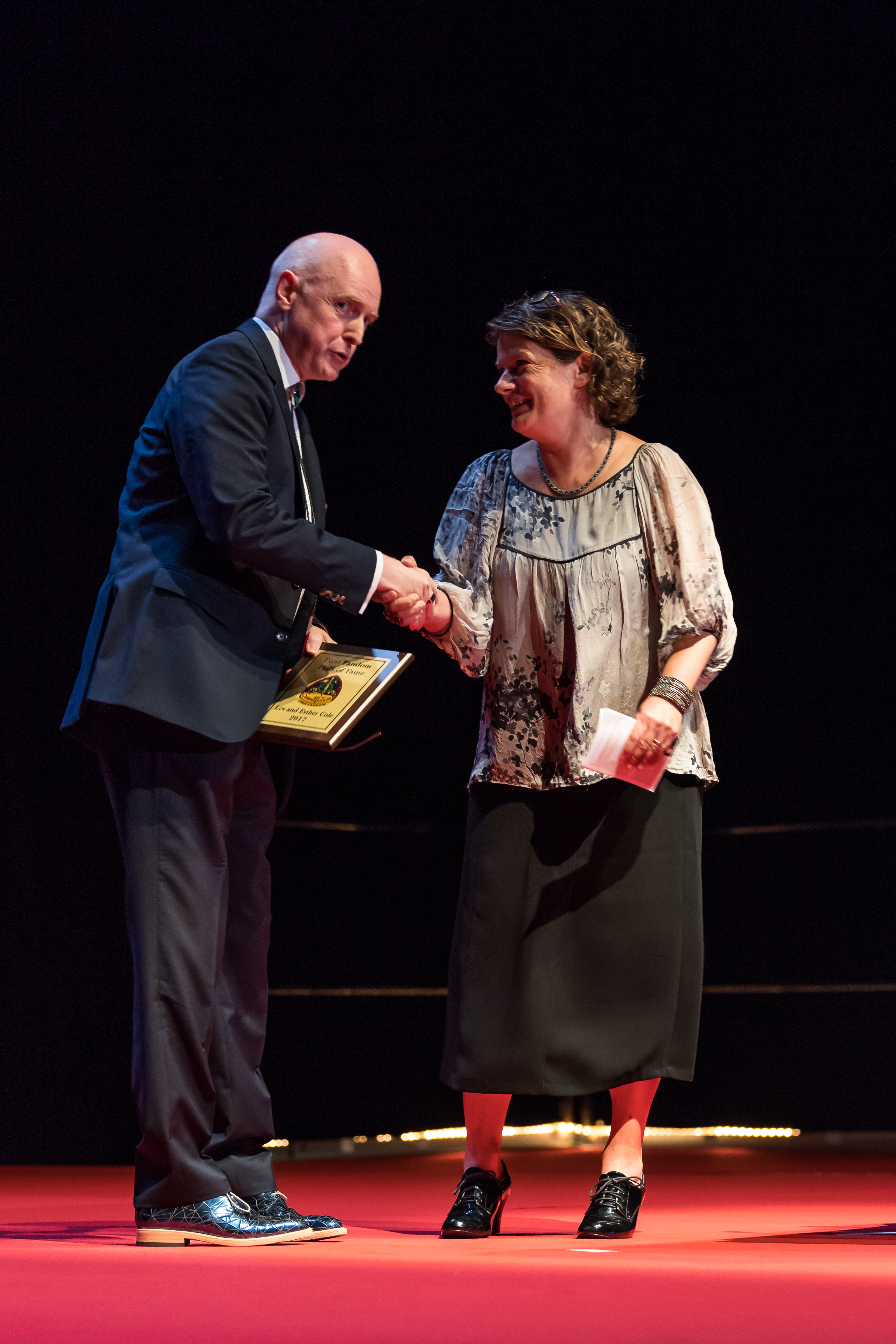
Tove Marling nimmt für Les und Es Cole den First Fandom Award entgegen, Worldcon, Helsinki 2017

Der Hall of Fame Award wird für mindestens 30 Jahre zurückliegende oder währende Verdienste als Fan, Autor, Herausgeber, Künstler oder Literaturagent bzw. einer Kombination dieser fünf Kategorien im Genre vergeben. Bei den mit * markierten Personen wurde der Preis postum verliehen.
- 2018: Robert Silverberg, June Moffat*, Len Moffat*
- 2017: Les Cole, Es Cole, Jim Harmon*
- 2016: Ben Bova, Joseph Wrzos, Olon F. Wiggins*, Lew Martin*, Roy V. Hunt*
- 2015: Julian May, Margaret Brundage*, Bruce Pelz*, F. Orlin Tremaine*
- 2014: John Clute, John Carnell*, Walter H. Gillings*
- 2013: Sam Basham, Earl Kemp, Lester Mayer, Norman F. Stanley, Ted Dikty*, Raymond A. Palmer*
- 2012: Ray Bradbury, Larry Farsace, Claude Held, Jack Robins, James Hevelin*
- 2011: Jay Kay Klein, Oliver Saari*
- 2010: Terry Jeeves, Joe Martino, Ray Cummings*
- 2009: James Gunn, Ben Indick, Walter J. Daugherty*
- 2008: Mike Ashley, Ray Harryhausen, Isaac Asimov*
- 2007: Algis Budrys, Don H. Dailey*
- 2006: Joe L. Hensley
- 2005: Howard Devore
- 2004: Brian Aldiss, Bob Peterson, William L. Hamling, Edgar Rice Burroughs*
- 2003: Philip José Farmer, Philip Nolan, Philip Francis Nowlan*
- 2002: Arthur C. Clarke, Martha Beck*
- 2001: Frank M. Robinson, Gordon R. Dickson*
- 2000: Martin Greenberg, Theodore R. Cogswell*, Mark Schulzinger*
- 1999: A. Langley Searles, Lynn Hickman*
- 1998: Jack Agnew, John Baltadonis, Milton Rothman, Ozwald Train*, Tom L. Sherred*
- 1997: Hal Clement, Mark Reinsberg*
- 1996: Forrest J. Ackerman, Ray Bradbury, Ray Harryhausen, Frank K. Kelly, Erle Melvin Korshak, Julius Schwartz, Henry Kuttner*
- 1995: Jack Speer, Harry Warner Jr., Cyril M. Kornbluth*, Mort Weisinger*
- 1994: Everett Franklin Bleiler, Andre Norton, Gerry de la Ree*
- 1993: Ray Beam
- 1992: Nelson Bond, J. Harvey Haggard, Art Saha, Arthur L. Widner Jr.
- 1991: Robert A. W. Lowndes
- 1990: Ed Cartier, Robert A. Madle, Alex Schomburg
- 1986: Julius Schwartz
- 1983: Manly Wade Wellman
- 1982: Bill Crawford
- 1981: Stanton A. Coblentz
- 1980: George O. Smith
- 1979: Raymond Z. Gallun
- 1978: E. Hoffmann Price
- 1977: Frank Belknap Long
- 1976: Harry Bates

### First Fandom Sam Moskowitz Archive Award
Mit dem First Fandom Sam Moskowitz Archive Award werden verdiente Sammler früher Science-Fiction geehrt. Bei den mit * markierten Personen wurde der Preis postum verliehen.
- 2018: Hal W. Hall
- 2017: Jon D. Swartz
- 2016: Stephen D. Korshak, Ned Brook*
- 2015: David Aronovitz
- 2014: Mike Ashley
- 2013: Howard Frank
- 2012: Donn Albright
- 2009: Joe Wrzos
- 2008: Bob Peterson, Frank M. Robinson
- 2007: Don Daily
- 2004: Joe Wrzos
- 2003: Rusty Hevelin
- 2002: Robert A. Madle
- 2001: Robert Weinberg
- 2000: Ray Beam
- 1999: Forrest J. Ackerman
- 1998: Christine Moskowitz